# モブ・ノリオ
モブ・ノリオ（1970年〈昭和45年〉11月16日 - ）は、日本の小説家である。性別は男性。

## 経歴
奈良県桜井市出身。実家は400年続く旧家。大阪芸術大学芸術学部文芸学科卒業、同大学大学院専攻科除籍。学生時代に中上健次の主宰した熊野大学に参加、ここで『早稲田文学』現編集長で文芸評論家の市川真人、批評家の池田雄一と知り合う。彼らの誘いで上京し、ニセ学生をやっていた。
家庭教師などを経て2004年、祖母の死をきっかけにして書いた小説『介護入門』で第98回文學界新人賞を受賞、同作品で第131回芥川龍之介賞受賞。ヒップホップ的な文体で介護という現代的テーマを取り上げている事が話題となる。

## 人物
文學界新人賞を受賞した際に顔写真の提出を求められ、祖父の写真を送ったところ、「これは客観的に観て、モブ様のお父様か、おじいさまのものと思われます。こういうところは本人でないとだめです。本人である客観性を満たし得る写真をお願いします」と即座に編集部からメールで却下されたため、祖父の写真と自分の写真を合成したものを送り、担当者に呆れられつつも掲載されたという経緯がある。
大阪のスカムロックバンド「ウルトラファッカーズ」にベース兼サンプラーとして所属していた（現在は脱退済み）。在籍時の名前は「モブのりお」。
ペンネームの由来は、酒の席で「世の中で一番誰が強いか?」について話し合った結果、一番強いのは「大衆（mob）」だという答えに辿りついたかららしい。
既婚者。1児の父。

## 作品リスト

### 単行本
- 『介護入門』（2004年8月26日、文藝春秋、ISBN 9784163234601/2007年9月、文春文庫、ISBN 9784167717438）
  - 文庫化にあたり「市町村合併協議会」「既知との遭遇」を併録
- 『JOHNNY TOO BAD内田裕也』(2009年10月28日、文藝春秋、ISBN 9784163283104）
  - 小説「ゲットーミュージック」。内田裕也のインタビュー集「内田裕也のロックン・トーク」との合本。

### 単行本未収録作品
- ダウナー大学 Illegalize Yourself Illegalize Yourself 盆暗どもには吸わせるな（『文學界』2004年9月号）
- 食肉の歴史（『新潮』2004年11月号）
- 火の用心（『群像』2005年3月号）
- スローガン（『WB』（『早稲田文学』フリーペーパー） vol.01・2005年11月）
- KILLJOY WAS HERE（『群像』2005年12月号）
- 養殖時代（『群像』2006年10月号）
- 死者の日（『すばる』2006年11月号）
- 太陽光発言書（『すばる』2012年1月号）
- 桜井にスターバックスができる日（『すばる』2015年1月号）
- 狙われた脳味噌（『すばる』2017年8月号）

### 小説以外
- 評論「リチャード・ヘルの『GO NOW』について」（『新潮』2004年9月号）
- コラム『モブ・ノリオのダウナー寺子屋』（『STUDIO VOICE』2004年12月号 - 2005年8月号?）
- 北野誠ほか著『16年目のサイキック読本』（2005）にエッセイ「サイキック再・入門」掲載。
- 筒井康隆著『ポルノ惑星のサルモネラ人間　自選グロテスク傑作集』（2005）に解説「筒井康隆を読めばお金が儲かる」掲載。
- 評論「安吾あれこれ」（『すばる』2005年3月号）
- 連載エッセイ『絶対兵役拒否宣言』vol.02 - vol.4、vol.6『WB』2006年1月、3月、5月号、2009年3月号・vol.5『すばる』2008年2月号
- 評論『金沢映画都市化計画』（「日本経済新聞」2007年11月4日）
- 中島らも著『頭の中がカユいんだ』（集英社文庫、2008）解説
- 「私のマエストロ(第4回)忌野清志郎」『文學界』2009-07
- 「大阪・阿倍野 〈あべのグラウンド・ゼロ〉から「お前の友を殺せ」と叫ぶ」(紀行特集 すばる散歩部)『すばる』2009-08
- 「テレヴィジョン、国の麻薬 無知を育て、放射能食わせる」（『文學界』2012年2月号）
- 「《エンタメ系の北朝鮮》みたいな国の絶望都市(ディストピア)・大阪では、夜中に音楽をかけて踊っているだけで警察が取り締まりに来る」(特集 大阪)『現代思想』2012-05
- 「中島らもが生きていたなら、山口冨士夫の死と、今もどのように向き合い続けているのだろうか」(特集 中島らも 没後10年 リターン・オブ・らも)」『すばる』2014年8月号
- 「すばるeye 渡部直己はただ一匹か数千万匹か? 《直男癌=Straight Man Cancer》の自己診断と根治の模索」（『すばる』2018年12月号）
- 「古井ゼミのこと」（『すばる』2020年5月号）
- 「『介護入門』と私」（岩波書店『私にとっての介護』2020年8月刊）寄稿

### CD
- ウルトラファッカーズ『Psychederic Warrior』（LOST FROG PRODUCTIONS）
  - モブ在籍時の未発表音源で芥川賞受賞記念として2004年にリリースされた
- コンピレーションアルバム『SUMMER TRACKS』（ROMS）
  - モブ・ノリオ名義で作曲した「Sea Blooms」を収録